# Mnich
Mnich là một làng thuộc huyện Pelhřimov, vùng Vysočina, Cộng hòa Séc.